# Leucopogon elatior
Leucopogon elatior är en ljungväxtart som beskrevs av Otto Wilhelm Sonder. Leucopogon elatior ingår i släktet Leucopogon och familjen ljungväxter. Inga underarter finns listade i Catalogue of Life.